# 水䶄属
水䶄属（學名：Arvicola）是仓鼠科的一個屬，發現於歐洲和亞洲北部地區，雖然叫做“水䶄”，但實際上較為乾旱的地區也有其蹤跡。北美洲的北美水田鼠原來也屬於本屬，但是後來移入田鼠屬。

## 擴展閱讀
- Nowak, R. M. 1999. Walker's Mammals of the World, Vol. 2. Johns Hopkins University Press, London.
- Townsend, C., Begon, M. and Harper, J.L. 2003. Essentials of Ecology: second edition. Blackwell Publishing, Oxford.

## 外部連結
- 維基物種上的相關：水䶄属